# 荚蒾卫矛
荚蒾卫矛（学名：Euonymus viburnoides）为卫矛科卫矛属的植物，为中国的特有植物。分布于中国大陆的云南、四川、广西等地，生长于海拔2,000米至2,900米的地区，多生长于溪边、山地林中或沟内，目前尚未由人工引种栽培。